# Unterführung

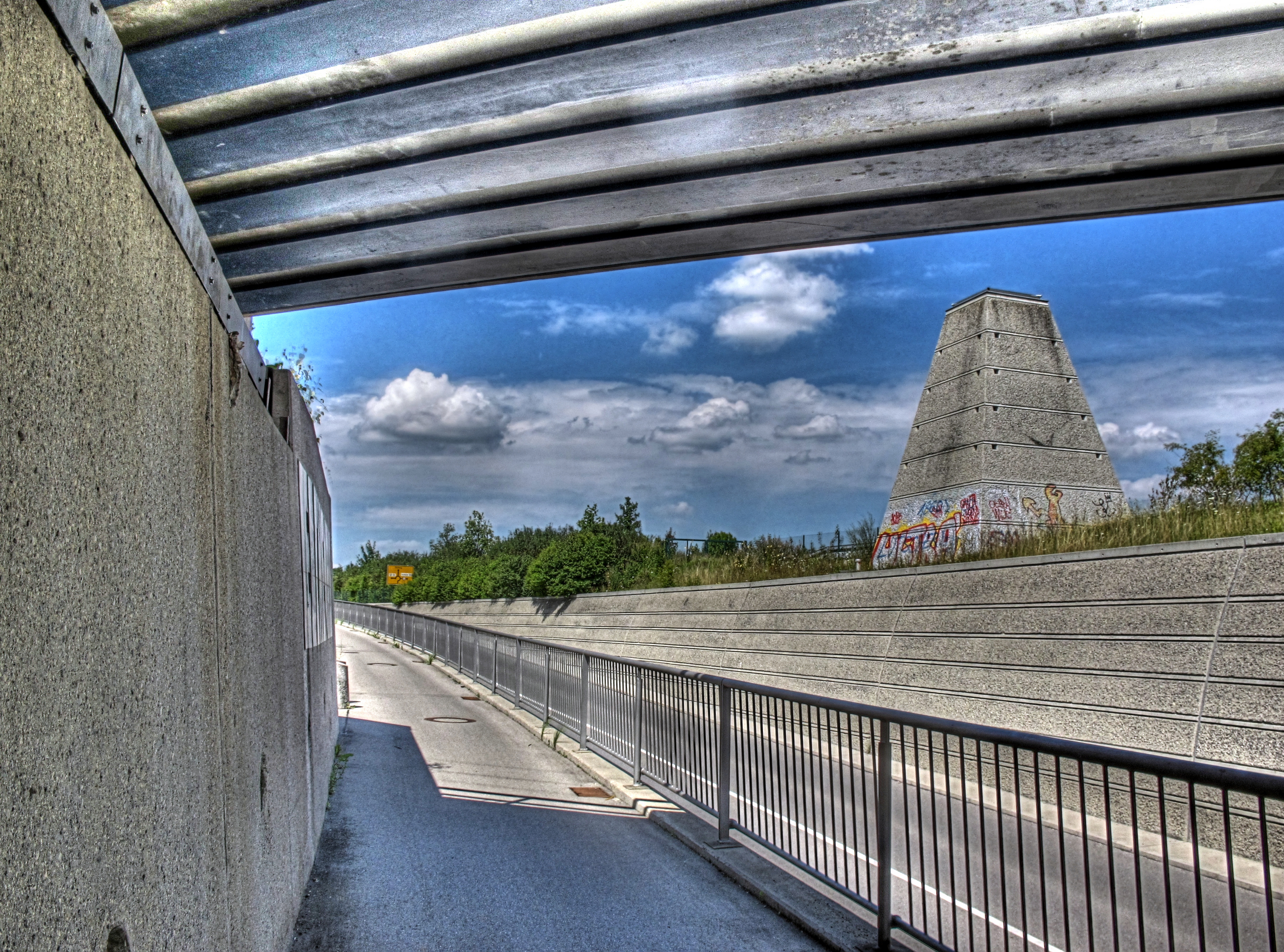
Straßen- und Radweg-Unterführung unter der S-Bahn

Eine Unterführung ist eine Unterquerung anderer Verkehrswege. 
Unterführungen werden häufig dann gebaut, wenn eine höhengleiche, mit einer Ampel gesicherte Kreuzung nur schwer realisierbar wäre oder die topografischen Verhältnisse andere, einfachere Lösungen nicht zulassen.

## Fußgängerunterführung

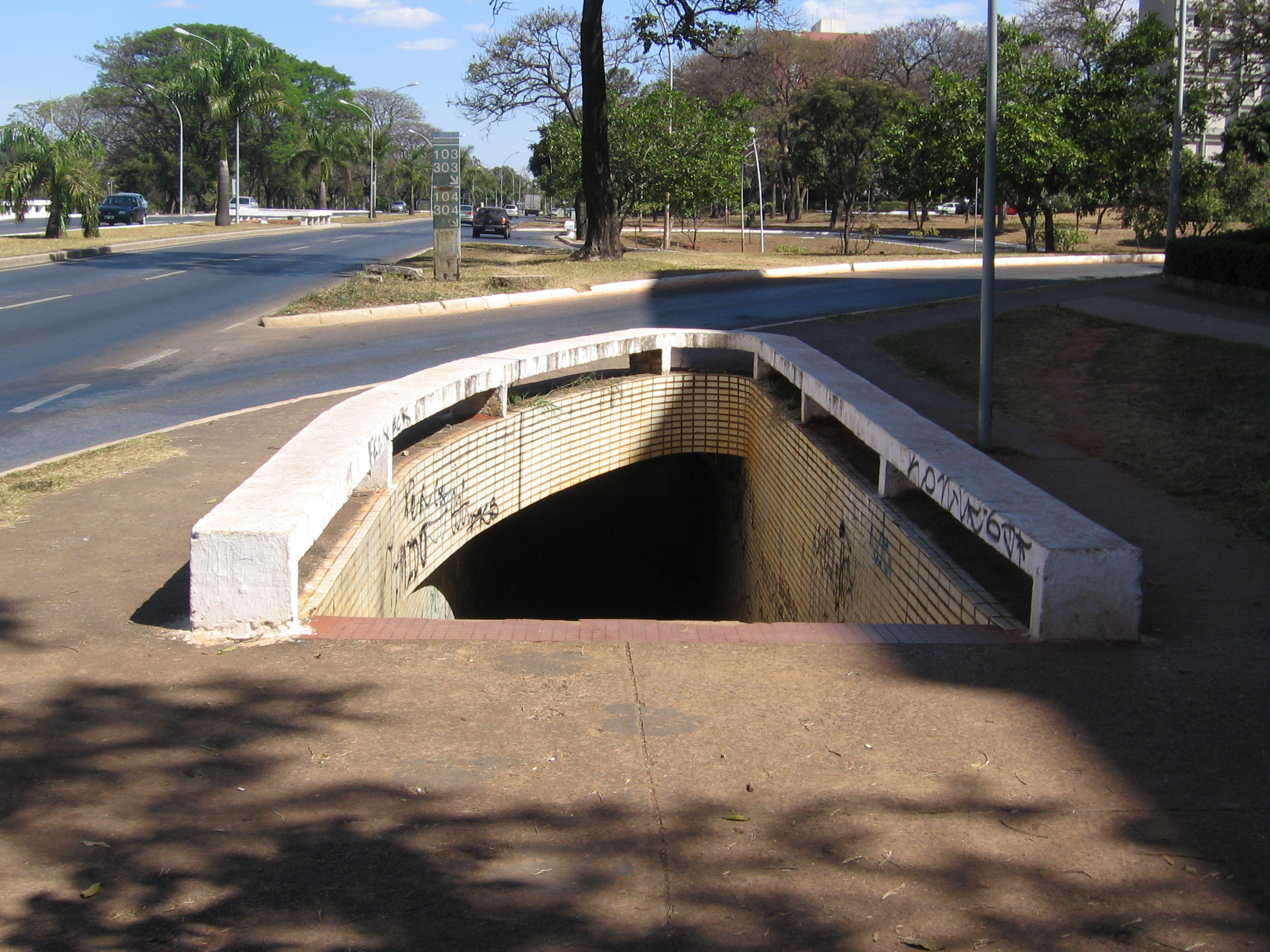
Fußgängerunterführung

Fußgängerunterführungen dienen dazu, sowohl den Schienen- oder Straßenfahrzeugen ein flüssiges Verkehren als auch Fußgängern eine sichere Querung der gefahrenträchtigen Punkte zu ermöglichen. So sind sie ein Element der Autogerechten Stadt. In der Verkehrsrealität wird dieses Angebot zur Fußgängersicherheit jedoch aus unterschiedlichen Gründen oft nicht oder nur unwillig in Anspruch genommen. Dazu zählen etwa die Dunkelheit und die dadurch gegebene Bedrohung, die Belästigung durch Schmierereien, Unrat und Gestank oder die Anwesenheit von als unangenehm empfundenen Personen. Eine soziale Kontrolle ist hier kaum möglich. Daher lassen sich neben der nicht immer gegebenen Barrierefreiheit besonders Frauen und wehrlose Menschen vor allem abends, bei Nacht und generell bei wenig anderen Passanten von der Benutzung der Verkehrsunterführungen abhalten und nehmen stattdessen gefährlichere oder aufwendigere Umwege in Kauf.

## Situation in Deutschland
Eine Unterführung zählt nach DIN 1076 nicht zu den Tunnelbauwerken, wenn diese in offener Bauweise hergestellt wurde und nicht länger als 80 Meter ist.

## Ähnliche Bauwerke
- Brücke (Überführung)
- Unterquerung (Unterquerung von Gebäuden, Pipelines o. ä.)
- Personentunnel
- Fußgängerbrücke